# Louis Delluc
Louis Delluc (Cadouin, 14 ottobre 1890 – Parigi, 22 marzo 1924) è stato un regista cinematografico, sceneggiatore e critico cinematografico francese che diede un fondamentale contributo alla teoria del cinema e fu fra i principali esponenti dell'impressionismo francese, influenzando registi come Marcel L'Herbier, Germaine Dulac, Karel Dekeukeleire, Abel Gance e Jean Epstein che si riconoscevano nella sua teorizzazione sviluppandone ulteriormente le intuizioni; i suoi film furono la trasposizione delle idee sviluppate nei suoi saggi teorici i quali costituirono uno dei primi studi sul cinema; gli venne poi dedicato l'omonimo premio, Prix Louis-Delluc, istituito nel 1937 per premiare il migliore film francese e, tra il 1985 e il 1990, i suoi scritti e i suoi scenari sono stati integralmente ripubblicati a cura della Cinémathèque française; è considerato il primo critico cinematografico della storia e padre della critica cinematografica francese.

## Biografia

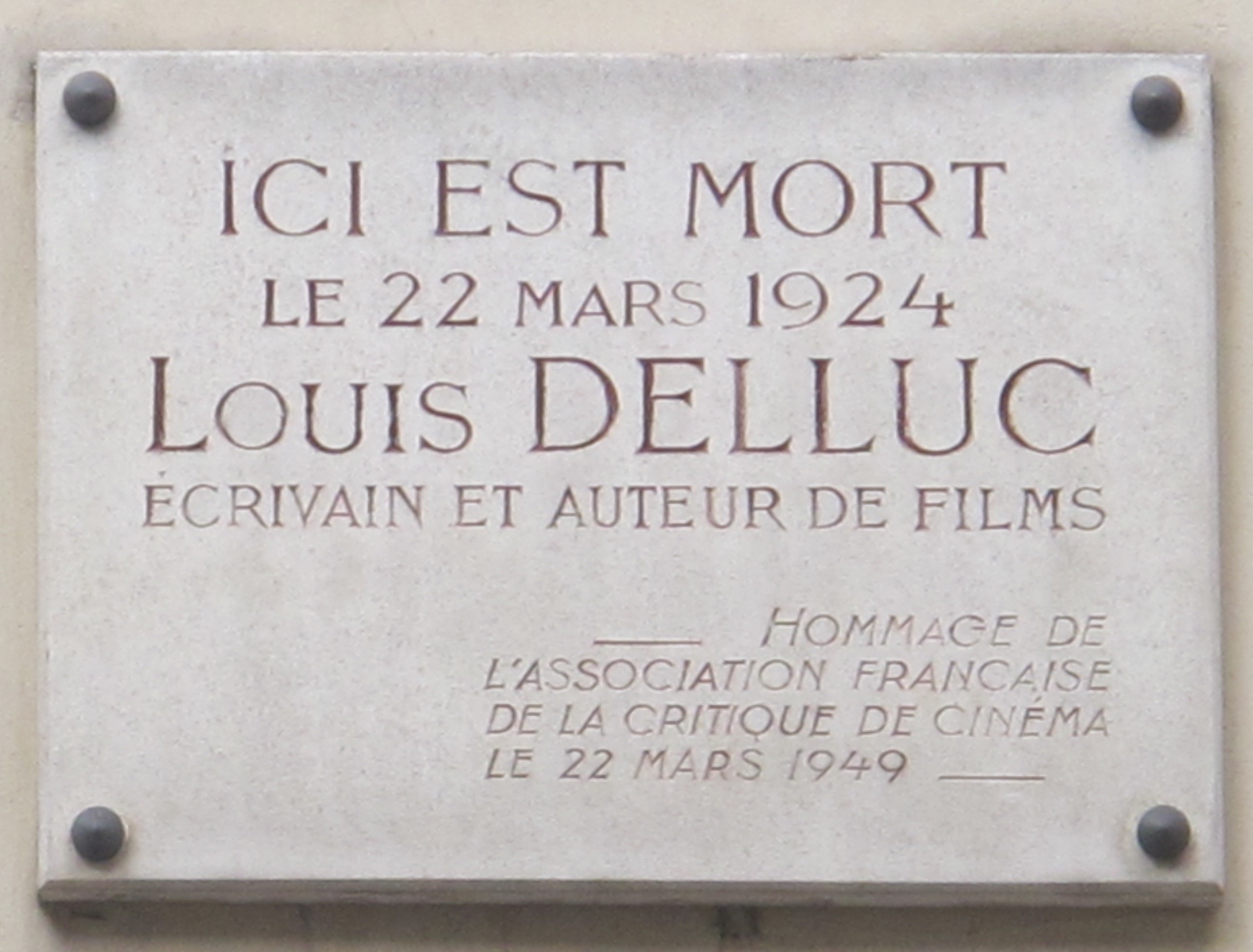
targa commemorativa posta al n.5 rue de Beaune (7º arrondissement di Paris)

Nel 1899 la famiglia si trasferì a Bordeaux e, dal 1903, a Parigi dove quando è ancora studente inizia a scrivere racconti e novelle, frequentando concerti, teatri e musei; continuò gli studi per diventare insegnante ma, nel 1908, decise di abbandonare gli studi per dedicarsi alla scrittura e poi al giornalismo, interessandosi prima al teatro e poi al cinema, dedicando ai grandi registi americani studi e approfondimenti. Inizialmente il cinema non gli interessava, arrivando a detestarlo come molti degli intellettuali del periodo, ma, nel 1916, la visione del film I prevaricatori di Cecil B. De Mille, insieme ad altri come quelli di Edwin S. Porter, Thomas H. Ince e quelli di Charlie Chaplin gli fanno cambiare idea, arrivando a collaborare con articoli e recensioni a riviste di cinema. Collaborò alle testate "L'intransigeant", "Comœdia illustré" e "Le bonnet rouge" e, dal 1917, fu prima caporedattore e poi direttore della rivista "Film" e, dal 1918 al 1922, scrisse critiche cinematografiche su "Paris-Midi" inaugurando con la rubrica Chronique du Cinéma, la consuetudine delle rubriche di critica cinematografica nei giornali; fondò quindi nel 1920 una sua rivista dedicata al cinema, Le Journal du Ciné-Club, pubblicata fino al 1921 e che fu anche un'associazione di circoli di appassionati, denominati ciné-clubs, nati per diffondere la cultura del cinema e, nel 1921, Cinéa, che però dovette vendere per debiti nel 1922; continuò a scrivere di cinema nella rubrica Pellicules del quotidiano Bonsoir, fino alla sua morte nel 1924. Una raccolta di critiche cinematografiche venne pubblicata in volume nel 1919, Cinéma et cie.
Era convinto della necessità che in ogni paese si sviluppasse una propria cinematografia nazionale con caratteristiche distintive della propria identità culturale e che fosse necessario un rinnovamento del cinema francese elaborando una teoria su quali dovessero essere le caratteristiche dell'arte impressionista sviluppando in particolare il concetto di fotogenia che definì nella sua opera del 1920, Photogénie. Passò quindi dalla teoria alla pratica e, dopo aver cercato i mezzi per prodursi un film da solo, esordì grazie al produttore Louis Nalpas, scrivendo nel 1919 la sceneggiatura di La fête espagnole, di Germaine Dulac, e interpretato da Ève Francis, che aveva sposato tempo prima.
Come regista esordì sempre nel 1920, insieme al tecnico Réné Coiffard, dirigendo Fumée noire, del quale non fu però contento; nello stesso anno diresse Le Silence, nel quale compaiono elementi della sua poetica; l'anno successivo diresse Fièvre, realizzato in pochi giorni a febbraio, che venne però modificato dalla censura che, ritenendolo immorale ne fece cambiare il titolo originale che era La boue; seguì un cortometraggio, Le Tonnerre, e Le chemin d'Ernoa (o L'américain); nel 1922 realizzò La femme de nulle part. In questi film compare Eve Francis, un'attrice che aveva sposato nel 1918. I costi di produzione di La femme de nulle part lo costrinse a vendere la rivista "Cinéa". Nel 1924 girò il suo ultimo film, L'inondation, nel quale si scorge l'influenza dei film svedesi da lui molto ammirati. In precarie condizioni di salute non riuscì a completare il suo successivo film, Paris, del quale aveva già scritto la sceneggiatura.

## Filmografia
Regia
- 1920: Fumée noire (film perduto, diretto con René Coiffard)
- 1920: Le Silence
- 1921: Le chemin d'Ernoa
- 1921: Febbre (Fièvre)
- 1921: Le Tonnerre (film perduto)
- 1922: La femme de nulle part
- 1923: L'inondation

Sceneggiatura
- 1919: La fête espagnole, regia di Germaine Dulac
- 1920: Fumée noire
- 1920: Le Silence
- 1921: Le chemin d'Ernoa

Attore
- 1921: Prométhée… banquier, regia di Marcel L'Herbier

## Opere
- Monsieur de Berlin (romanzo, Fasquelle, 1916)
- La guerre est morte (romanzo, L'édition, 1917)
- Chez de Max (L'édition, 1918)
- La Princesse qui ne sourit plus, ballet parlé (1918)
- Le Train sans yeux, roman (G. Crès, 1919)
- Cinéma & Cie. Confidences d'un spectateur (G. Crès, 1919)
- La Danse du scalp, roman, B. Grasset, 1919
- Photogénie (de Brunoff, 1920)
- Charlot (de Brunoff, 1921)
- La Jungle du cinéma (La Sirène, 1921)
- Drames et cinéma (1923)
- Le Dernier Sourire de tête brûlée (Éditions du monde moderne, 1928)
- Écrits cinématographiques, Cinémathèque française (vol. I - III, 1985-1990)

## Riconoscimenti
- Premio Louis-Delluc, fondato nel 1937[3]